# قمشه سیدامین
قمشه سیدامین (نقيب زاده) ، روستایی از توابع بخش ماهیدشت شهرستان کرمانشاه در استان کرمانشاه ایران است.
سيد امين از سادات خوش نام و با اصالت 
بزرگ خاندان نقيب زاده يكى از مالكين عادل منطقه ماهيدشت كرمانشاه بوده است.
این روستا زادگاه یکی از اقوام قدیمی و نسب دار به نام لرستانی ها و یا قلای ها بوده که در سالهای بعد به روستاهای اطراف توسط خان بزرگ منطقه (کورز یا گودرزخان) کوچانده شدند.

## جمعیت
این روستا در دهستان ماهیدشت قرار دارد و براساس سرشماری مرکز آمار ایران در سال ۱۳۸۵، جمعیت آن ۳۵ نفر (۱۰خانوار) بوده‌است.